# 上海广播电视台哈哈少儿频道
上海广播电视台哈哈少儿頻道，是上海广播电视台的一个电视頻道，主要播出兒童節目，“哈哈”是該頻道吉祥物的名字。前身是於2004年7月18日開播的上海东方电视台东方少儿频道，於2007年底從上海東方電視台獨立出來並改為現名。在頻道成立初期曾有一段時間和尼克国际儿童频道合作，因此在兩頻道合作關係終止前，東方少兒頻道也有“哈哈尼克”頻道的說法。
自2019年1月1日起，该频道和炫动卡通合并为全新的“哈哈炫动卫视”。

## 節目
- 歡樂蹦蹦跳（已移至炫动卡通频道播出）
- 小鬼當家（已移至炫动卡通频道播出）
- 画神閒（已移至炫动卡通频道播出）
- 宝贝学院（亦在炫动卡通频道播出）
- 欢乐搜索线
- 哈哈总动员（已停播）
- 荧星梦工厂（已移至炫动卡通频道播出）
- 哈哈小店（已停播）
- 小神龙俱乐部

## 主持人
著名節目主持人包括：豆豆姐姐、小荷姐姐、眼鏡哥哥、方也哥哥、画神閒等。